# Lastarria
A Lastarria egy rétegvulkán az Andokban, Argentína és Chile határán. Magassága 5697 méter, alapterülete 105 km², térfogatát 31 km³-re becsülik. Mintegy 2460 évvel ezelőtt tört ki utoljára. Ma is több fumarola és szolfatára működik rajta, valószínűleg a kénes lerakódásai miatt nevezik a hegyet Azufrének is (az azufre spanyol szó jelentése ugyanis „kén”).
Közigazgatásilag Argentína Salta tartományához és Chile Antofagasta régiójához tartozik.

## Képek

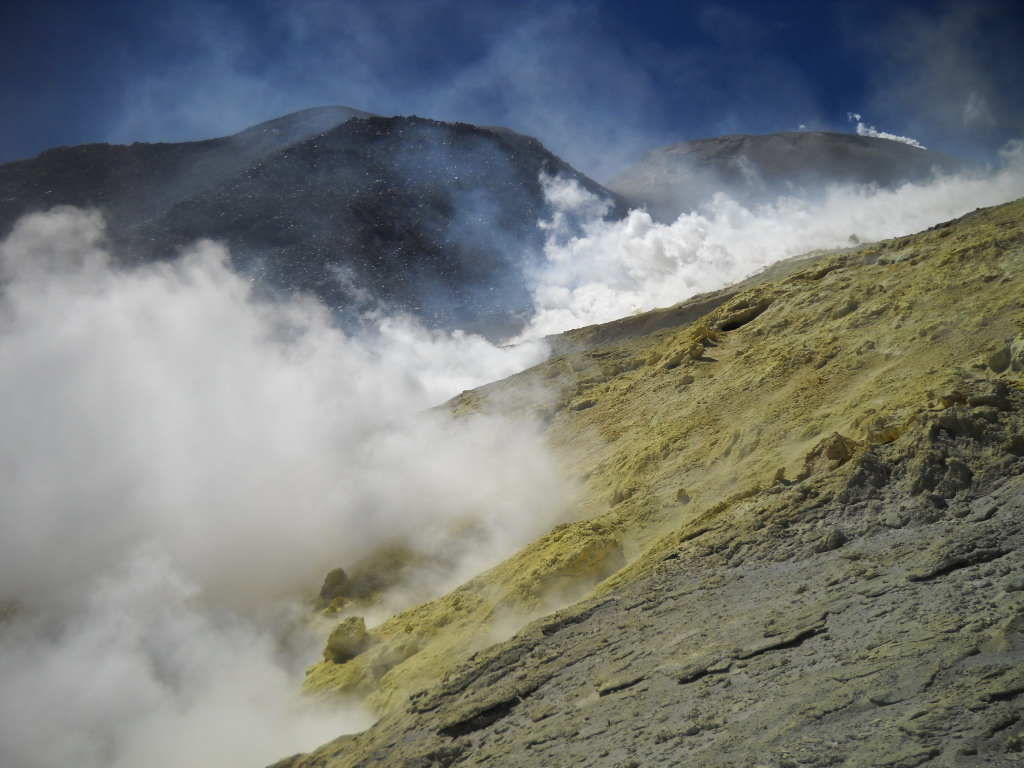
Kénlerakódás a nyugati lejtőn
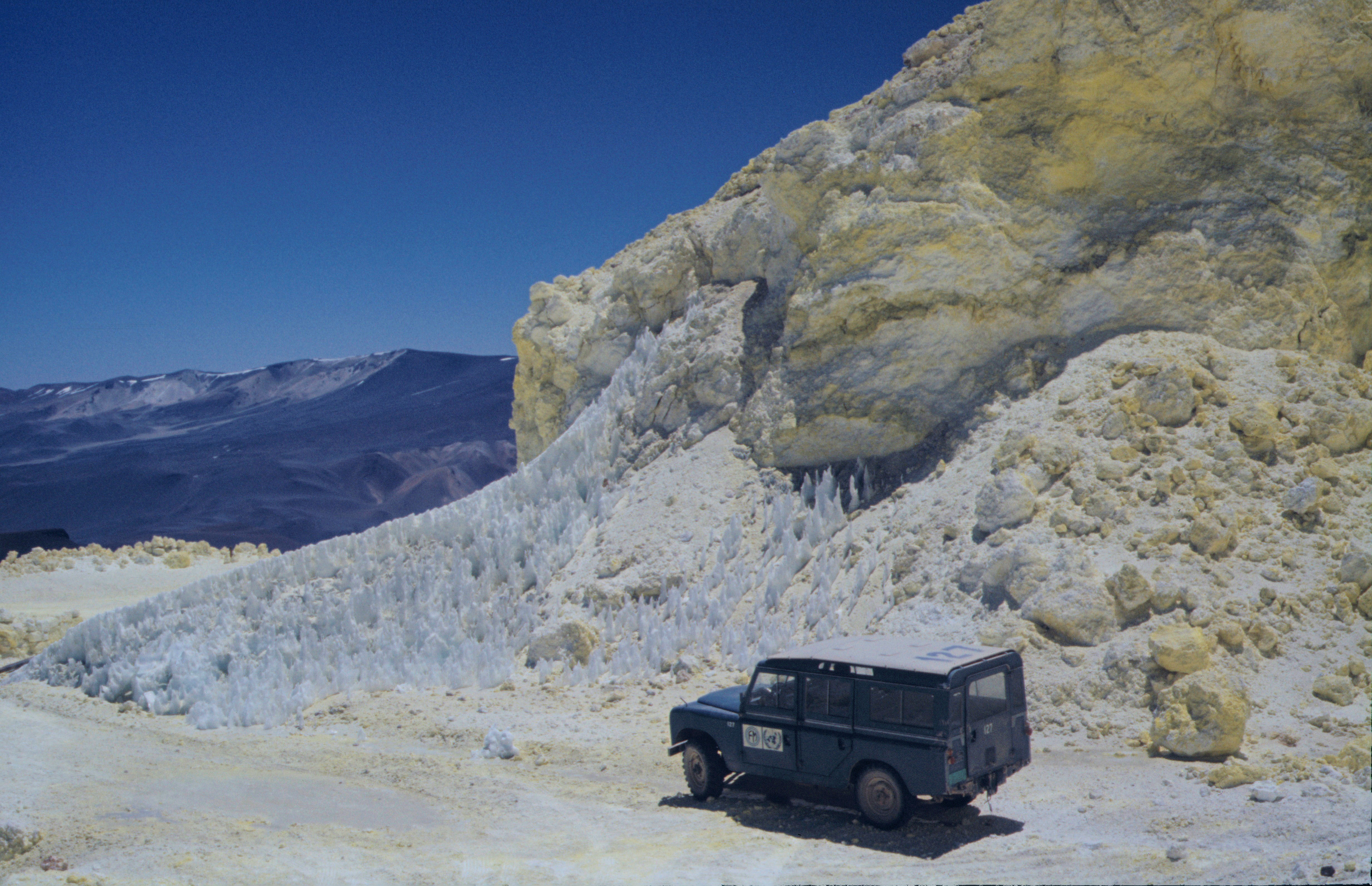
A La Casualidad kénbánya
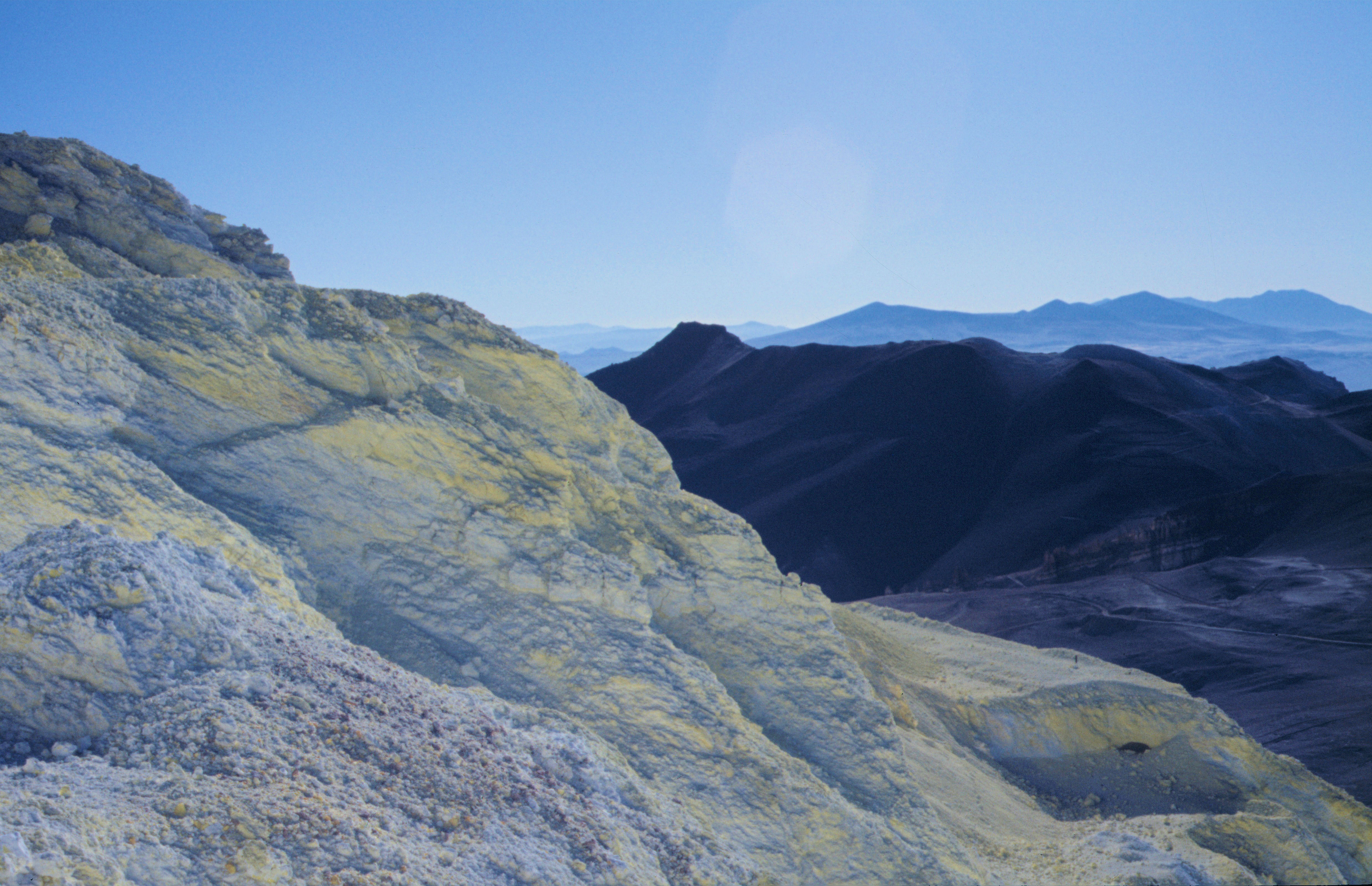
Kénes lerakódás